# Partit Belarús de la Llibertat
El Partit Belarús de la Llibertat (en belarús: Белару́ская Па́ртыя Свабо́ды), era un partit polític belarús d'extrema dreta, dirigit per Syargey Vysotski. Era relacionat amb l'associació esportiva-paramilitar Organització Esportiva Patriòtica Límit (en belarús: спартыўна-патрыятычнай арганізацыі край), dirigida per Andrej Zharnasek', que dona suport tàctic a l'oposició nacionalista contrària a Aleksandr Lukaixenko.

## Història
Fou fundat el 1992 per un grup d'estudiants de l'Institut Pedagògic de Minsk i en 1993 va organitzar les primeres manifestacions pacífiques exigint la retirada de les tropes russes de Belarús. El 1995 el president del partit, Syargey Vysotsky va escollit regidor del consistori de Minsk, tot i que les eleccions van ser declarades invàlides, i el 1996 membre del del Consell Suprem XIII pel districte 274. De 1996 a 1999 els seus militants eren visibles a les manifestacions portant camises negres i una bandera tricolor blanca, vermella i negra. En 2000 va celebrar el seu primer congrés, en el que es produí l'escissió del seu fundador, Syargey Vysotski, que fou expulsat del partit. La seva direcció va decidir la dissolució del partit en 2003 i els seus membres es van unir a l'Aliança de la Dreta. Syargey Vysotski va ser arrestat l'11 de juliol de 2008 en relació amb l'explosió de Minsk de 2008.
En setembre de 2014 el BPS va participar en la creació de l'Aliança de la Nació Bàltica-Mar Negra a Kíev. El líder del partit, Sergei Vysotsky, va signar un memoràndum d'organitzacions polítiques i públiques de l'Aliança de les nacions del Bàltic i del Mar Negre.